# Mandagappattu
Mandagappattu (tamoul : மண்டகப்பட்டு, maṇḍakappaṭṭu) est un village de 4543 habitants, situé dans le District de Viluppuram au Tamil Nadu, à 25km au nord de la ville de Viluppuram, le chef-lieu. Ce village est surtout connu pour son temple hindou datant de l'époque Pallava.

## Temple de Tirumūrti à Mandagappattu

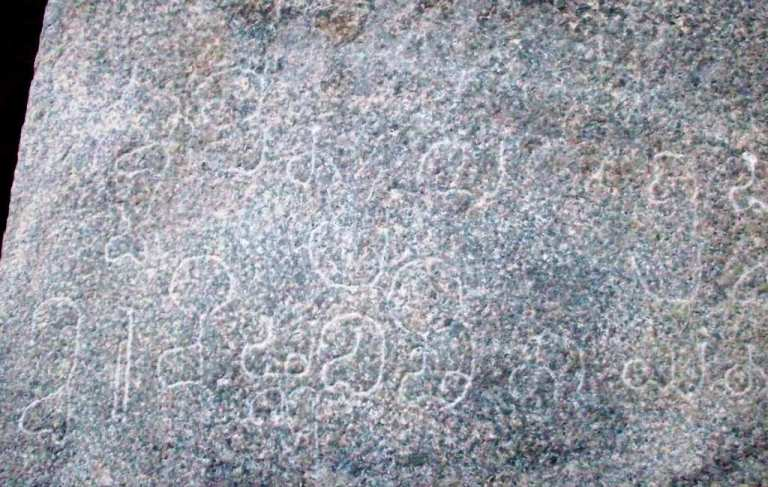
Inscription en écriture Pallava Grantha

Le temple dédié à Tirumurti a été creusé à même une petite colline de granit à l'époque de Mahendravarman, un souverain Pallava de début du VIIe siècle qui régnait sur le nord de l'actuel Tamil Nadu. Une inscription du roi sur la paroi du temple proclame que l'édifice, qui n'était construit ni en brique, ni en bois, ni en métal, ni en mortier, fut fondé par le roi Vichitrachitta et consacré à Brahmā, Viṣṇu et Īśvara.
Dans la tradition des grottes Pallava, la façade est assez brute, composée de deux piliers simples de section carrée en haut et en bas et octogonale au milieu, entourés de deux pilastres de même style, flanqués de part et d'autre de deux Dvārapāla, divinités gardiennes de portes. À l'intérieur on trouve trois sanctuaires, dont celui central est dédié à Śiva.